# Paroxystoglossa transversa
Paroxystoglossa transversa är en biart som beskrevs av Jesus Santiago Moure 1943. Paroxystoglossa transversa ingår i släktet Paroxystoglossa och familjen vägbin. Inga underarter finns listade i Catalogue of Life.